# Triage X
Triage X (トリアージX?, Toriāji X) è un manga shōnen scritto e disegnato da Shōji Satō. Serializzato sul Monthly Dragon Age di Fujimi Shobō dal 9 aprile 2009, in Italia è edito da Panini Comics. Un adattamento anime, prodotto da Xebec, è stato trasmesso in Giappone tra l'8 aprile e il 10 giugno 2015.

## Trama
Dietro le apparenze del policlinico Mochizuki, si nasconde un'organizzazione di vigilanti chiamata Black Label. Il team, formato da membri del personale ospedaliero e da adolescenti della zona frequentanti il liceo Mochizuki, si prefigge come obiettivo l'eliminazione di persone indesiderate, considerate il "cancro" della società, nonché la prevenzione del diffondersi di tale male.

## Personaggi

### Black Label
Arashi Mikami (三神 嵐?, Mikami Arashi)
Doppiato da: Kenji Akabane
Mikoto Kiba (木場 美琴?, Kiba Mikoto)
Doppiata da: Yui Kondō
Oriha Nashida (梨田 織葉?, Nashida Oriha)
Doppiata da: Amina Satō
Sayo Hitsugi (柩 小夜?, Hitsugi Sayo)
Doppiata da: Ryōko Shiraishi
Yūko Sagiri (狭霧 友子?, Sagiri Yūko)
Doppiata da: Fuyuka Ōura
Miki Tsurugi (剣 光姫?, Tsurugi Miki)
Doppiata da: Masumi Asano
Masamune Mochizuki (望月 正宗?, Mochizuki Masamune)
Doppiato da: Takaya Kuroda
Fiona Ran Winchester (フィオナ・蘭・ウィンチェスター?, Fiona Ran Winchesutā)
Doppiata da: Aya Hisakawa

### Polizia
Isoroku Tatara (多々良 五十六?, Tatara Isoroku)
Doppiato da: Hideaki Tezuka
Konomi Suzue (鈴江 このみ?, Suzue Konomi)
Doppiata da: Misato Fukuen

### Altri personaggi
Chikage Hizaki (緋崎 千影?, Hizaki Chikage)
Doppiata da: Ryōka Yuzuki
Hinako Kominato (小湊 雛子?, Kominato Hinako)
Doppiata da: Naomi Ōzora
Yū Momokino (桃木野 由宇?, Momokino Yū)
Doppiata da: Izumi Kitta
Shin'ichirō Inunaki (犬鳴 慎一郎?, Inunaki Shin'ichirō)
Doppiato da: Shin'ichirō Miki
Ryū Mochizuki (望月 龍?, Mochizuki Ryū)
Doppiato da: Atsumi Miyazaki

## Media

### Manga
Il manga, scritto e disegnato da Shōji Satō, ha iniziato la serializzazione sul numero di maggio 2009 della rivista Monthly Dragon Age di Fujimi Shobō, uscito in data 9 aprile 2009. La serie entrerà nell'arco narrativo finale il 9 gennaio 2021. Il primo volume tankōbon è stato pubblicato l'8 dicembre 2009 e al 7 febbraio 2025 ne sono stati messi in vendita in tutto ventinove.
In Italia la serie è stata annunciata da Panini Comics e pubblicata sotto l'etichetta Planet Manga dal 17 dicembre 2011. La traduzione dei testi è curata da Ernesto Cellie. In America del Nord, invece, i diritti sono stati acquistati da Yen Press.

#### Volumi
| Nº | Data di prima pubblicazione                                 | Data di prima pubblicazione                                                 | Data di prima pubblicazione | Data di prima pubblicazione |
| Nº | Giapponese                                                  | Giapponese                                                                  | Italiano                    | Italiano                    |
| -- | ----------------------------------------------------------- | --------------------------------------------------------------------------- | --------------------------- | --------------------------- |
| 1  | 8 dicembre 2009                                             | ISBN 978-4-04-712640-4                                                      | 17 dicembre 2011            | ISBN 978-88-6589-424-8      |
| 2  | 7 settembre 2010                                            | ISBN 978-4-04-712685-5                                                      | 21 gennaio 2012             | ISBN 978-88-6589-514-6      |
| 3  | 7 settembre 2011                                            | ISBN 978-4-04-712746-3                                                      | 17 marzo 2012               | ISBN 978-88-6589-607-5      |
| 4  | 7 marzo 2012                                                | ISBN 978-4-04-712780-7                                                      | 8 settembre 2012            | ISBN 978-88-6589-980-9      |
| 5  | 7 agosto 2012                                               | ISBN 978-4-04-712819-4                                                      | 14 settembre 2013           | ISBN 978-88-912-5184-8      |
| 6  | 7 febbraio 2013                                             | ISBN 978-4-04-712854-5                                                      | 13 dicembre 2013            | ISBN 978-88-912-5290-6      |
| 7  | 9 agosto 2013                                               | ISBN 978-4-04-712889-7                                                      | 9 agosto 2014               | ISBN 978-88-912-5595-2      |
| 8  | 8 febbraio 2014                                             | ISBN 978-4-04-070022-9                                                      | 11 ottobre 2014             | ISBN 978-88-912-5651-5      |
| 9  | 9 settembre 2014                                            | ISBN 978-4-04-070264-3                                                      | 11 aprile 2015              | ISBN 978-88-912-5817-5      |
| 10 | 9 marzo 2015 (ed. regolare) 25 febbraio 2015 (ed. limitata) | ISBN 978-4-04-070262-9 (ed. regolare) ISBN 978-4-04-070263-6 (ed. limitata) | 14 novembre 2015            | ISBN 978-88-912-6022-2      |
| 11 | 9 maggio 2015                                               | ISBN 978-4-04-070569-9                                                      | 26 marzo 2016               | ISBN 978-88-912-6135-9      |
| 12 | 9 novembre 2015 (ed. regolare & limitata)                   | ISBN 978-4-04-070570-5 (ed. regolare) ISBN 978-4-04-070571-2 (ed. limitata) | 26 gennaio 2017             | ISBN 978-88-912-6436-7      |
| 13 | 9 maggio 2016                                               | ISBN 978-4-04-070878-2                                                      | 27 aprile 2017              | ISBN 978-88-912-6517-3      |
| 14 | 9 novembre 2016                                             | ISBN 978-4-04-072082-1                                                      | 13 luglio 2017              | ISBN 978-88-912-6632-3      |
| 15 | 9 maggio 2017                                               | ISBN 978-4-04-072280-1                                                      | 22 marzo 2018               | ISBN 978-88-912-6863-1      |
| 16 | 9 novembre 2017                                             | ISBN 978-4-04-072494-2                                                      | 18 ottobre 2018             | ISBN 978-88-912-8549-2      |
| 17 | 9 giugno 2018                                               | ISBN 978-4-04-072741-7                                                      | 21 marzo 2019               | ISBN 978-88-912-8735-9      |
| 18 | 7 dicembre 2018                                             | ISBN 978-4-04-072975-6                                                      | 20 giugno 2019              | ISBN 978-88-912-8854-7      |
| 19 | 8 giugno 2019                                               | ISBN 978-4-04-073209-1                                                      | 9 luglio 2020               | ISBN 978-88-912-9447-0      |
| 20 | 9 gennaio 2020                                              | ISBN 978-4-04-073465-1                                                      | 29 aprile 2021              | ISBN 978-88-912-9832-4      |
| 21 | 9 luglio 2020                                               | ISBN 978-4-04-073718-8                                                      | 29 luglio 2021              | ISBN 978-88-912-9916-1      |
| 22 | 9 febbraio 2021                                             | ISBN 978-4-04-073986-1                                                      | 28 ottobre 2021             | ISBN 978-88-287-6338-3      |
| 23 | 6 agosto 2021                                               | ISBN 978-4-04-074210-6                                                      | 10 febbraio 2022            | ISBN 978-88-287-6503-5      |
| 24 | 9 febbraio 2022                                             | ISBN 978-4-04-074429-2                                                      | 23 marzo 2023               | ISBN 978-88-287-2873-3      |
| 25 | 9 agosto 2022                                               | ISBN 978-4-04-074631-9                                                      | 22 giugno 2023              | ISBN 978-88-287-4588-4      |
| 26 | 9 febbraio 2023                                             | ISBN 978-4-04-074865-8                                                      | 31 agosto 2023              | ISBN 978-88-287-5230-1      |
| 27 | 6 ottobre 2023                                              | ISBN 978-4-04-075170-2                                                      | 25 aprile 2024              | ISBN 978-88-287-8393-0      |
| 28 | 7 giugno 2024                                               | ISBN 978-4-04-075481-9                                                      | 19 dicembre 2024            | ISBN 979-12-21903-79-9      |
| 29 | 7 febbraio 2025                                             | ISBN 978-4-04-075791-9                                                      | —                           | —                           |
| 30 | 9 settembre 2025                                            | ISBN 978-4-04-076091-9                                                      | —                           | —                           |

### Anime
Un adattamento anime, diretto da Akio Takami e Takao Kato e prodotto da Xebec, è andato in onda dall'8 aprile al 10 giugno 2015. Le sigle di apertura e chiusura sono rispettivamente triage di Saeko Zōgō ft. Nagareda Project e Soleil More (ソレーユ・モア?, Sorēyu Moa) di Kazutomi Yamamoto. In varie parti del mondo gli episodi sono stati trasmessi in streaming in simulcast, anche coi sottotitoli in lingua italiana, da Crunchyroll. In particolare, in America del Nord i diritti di distribuzione digitale e home video sono stati acquistati rispettivamente da Daisuki e Sentai Filmworks. In Australia e Nuova Zelanda la serie è stata concessa in licenza a Madman Entertainment per AnimeLab, mentre in Irlanda e Regno Unito l'acquisizione del titolo è stata confermata da Animatsu. Un episodio OAV è stato pubblicato in allegato all'edizione limitata del dodicesimo volume del manga il 9 novembre 2015.

#### Episodi
| Nº  | Titolo italiano Giapponese 「Kanji」 - Rōmaji                       | In onda         | In onda |
| Nº  | Titolo italiano Giapponese 「Kanji」 - Rōmaji                       | Giapponese      |         |
| 1   | Prescription of Hell 「PRESCRIPTION of HELL」                       | 8 aprile 2015   |         |
| 2   | Surgical Strike 「SURGICAL STRIKE」                                 | 15 aprile 2015  |         |
| 3   | Midnight Guerrilla 「MIDNIGHT GUERRILLA」                           | 22 aprile 2015  |         |
| 4   | Fire Game 「FIRE GAME」                                             | 29 aprile 2015  |         |
| 5   | Sacrifice Idol 「SACRIFICE IDOL」                                   | 6 maggio 2015   |         |
| 6   | Galactic on Stage 「GALACTIC ON STAGE」                             | 13 maggio 2015  |         |
| 7   | Chaos World 「CHAOS WORLD」                                         | 20 maggio 2015  |         |
| 8   | Closed Heart Shelter 「CLOSED HEART SHELTER」                       | 27 maggio 2015  |         |
| 9   | Limit Break 「LIMIT BREAK」                                         | 3 giugno 2015   |         |
| 10  | Com'è la temperatura dell'acqua? 「湯加減いかが?」 - Yukagen ikaga? | 10 giugno 2015  |         |
| OAV | 「RECOLLECTION XOXO」 - Recollection XOXO                           | 9 novembre 2015 |         |